# Hypernova (groupe)
Pour les articles homonymes, voir Hypernova (homonymie).
Hypernova est un groupe de musique iranien au style pop rock.

## Histoire du groupe
Les quatre membres du groupe ont commencé leur carrière en Iran, où seule la musique traditionnelle est autorisée, pas le rock. Pourtant, le batteur affirme que « Toute la musique qu'on écoute là-bas vient de l'Ouest ». Leur musique provient de cassette passées sous le manteau, parmi lesquelles celles de Joy Division, The Strokes et Depeche Mode. Ils jouaient dans des caves dont aucun son ne devait sortir. 
Invités dans un festival aux États-Unis, ils décident de s'installer à New York, où ils peuvent composer et faire des concerts en toute liberté. Cela ne les empêche pas de critiquer leur pays d'arrivée dans la chanson American Dream. Dans le même temps, certains de leurs textes dénoncent l'Iran comme étant un régime théocratique et fasciste, notamment dans la chanson Viva la resistance. Ils composent et enregistrent leur premier album, appelé Throught the chaos, qu'on peut traduire par À travers le chaos.
Récemment, ils obtiennent leur visa pour se déplacer librement dans tous les pays du monde, à part l'Iran. Ils décident d'engager la suite de leur carrière en Europe.

## Discographie

### Through the Chaos
1. "Universal"
2. "Viva La Resistance"
3. "Lost In Space"
4. "American Dream"
5. "Empty Times"
6. "Here And Now"
7. "With You"
8. "Fairy Tales"
9. "Monster In Me"
10. "See The Future"